# Kasteel van Bercy
Het Kasteel van Bercy (Frans: Château de Bercy) was een kasteel in de Franse gemeente Charenton-le-Pont.
Het lag in het noordwesten van Frankrijk.